# 自强路街道
自强路街道，是中华人民共和国陕西省西安市新城区下辖的一个乡镇级行政单位。

## 行政区划
自强路街道下辖以下地区：
建强社区、明宫社区、麟德社区、航建社区、栖枫社区、自强社区、向荣社区、阳光社区和联志社区。